# Сибірцево 2-е
Сибірцево 2-е (рос. Сибирцево 2-е) — село у Венгеровському районі Новосибірської області Російської Федерації.
Входить до складу муніципального утворення Сибірцевська 2-а сільрада. Населення становить 672 особи (2010).

## Історія
Згідно із законом від 2 червня 2004 року органом місцевого самоврядування є Сибірцевська 2-а сільрада.

## Населення
| 2002 | 2007 | 2010 |
| ---- | ---- | ---- |
| 762  | ↘729 | ↘672 |